# Songs For Someone
Albums de Perry Blake
California
(2002) The Crying Room
(2005)
Songs For Someone est le quatrième album du chanteur Irlandais Perry Blake, sorti en 2004 sur le label Naïve.

## Liste des titres
1. We Are Not Stars 5:40
2. When I'm Over You 3:19
3. Lies Lies Lies 4:37
4. The Fox In Winter 4:58
5. Ava 4:24
6. Song For Someone 4:02
7. You're Not Alone 5:24
8. Native New Yorker 4:08
9. Tropic Of Cancer 4:09
10. Travelling 4:40
11. We Couldn't Decide 2:27
12. The End Of The Affair 5:05
13. Coming Home 17:47